# 강새봄
강새봄(6월 25일 ~ )은 대한민국의 성우로, 2018년 CJ ENM 성우극회 공채 10기로 입사했다.

## 주요 출연 작품

### 애니메이션
- 나루토 질풍전 - 사루토비 미라이
- 단순명랑 아메바 스퀴시 - 셜리
- 도깨비언덕에 왜 왔니? - 박가람
- 디지몬 고스트 게임 (재능TV) - 젤리몬, 테슬라젤리몬, 테티스몬(제48화까지)
- 레이튼 미스터리 탐정사무소 ~카트리에일의 수수께끼 파일~ - 캘리, 카라 외 단역
- 명탐정 코난 시리즈 - 오설희
- 미피의 모험
- 아따맘마 2023 - 김송이
- 바쿠간 배틀 플래닛 - 맥, 류단 엄마
- 뱀파이어 소녀 달자 - 달자
- 벅스봇 이그니션 - 하은
- 베이블레이드 버스트 GT - 채아
- 변신기차 로봇트레인 - 맥시
- 별별 고양이 맥스와 가크
- 보루토 - 카미나리몬 덴키, 사루토비 미라이, 오니쿠마 엔코 외 각종 단역
- 뿌까 - 전보기
- 슈퍼 흰둥이
- 스피드광 나무늘보 안드레 - 수지
- 신비아파트 시리즈
  - 신비아파트: 고스트볼X의 탄생 두 번째 이야기 - 연지, 입질쟁이
  - 신비아파트: 고스트볼 더블X: 6개의 예언 - 김남민
  - 신비아파트: 고스트볼 더블X: 수상한 의뢰 - 블랙아이드 둘째 / 수진
  - 신비아파트 고스트볼Z: 어둠의 퇴마사 - 유정
  - 신비아파트 고스트볼 ZERO - 빛의 소환귀
- 알쏭달쏭 캐치! 티니핑 - 패션핑
- 안녕! 보노보노 - 포포, 노리노리
- 오스왈도 - 재닛, 메리리
- 요괴워치 - 오락가락, 침울하잔느, 뻐순이, 냥시
- 요괴워치 섀도사이드 - 송예리, 강새별
- 원피스: 에피소드 오브 스카이피아 - 아이사
- 월척 바헌터 - 장만수
- 유레카! 발명왕 키트
- 전설의 마법 쿠루쿠루 - 시간의 여신
- 조조조 좀비군(조조좀비) - 판다좀비 등
- 짱구는 못말려 18기
- 카드캡터 체리 (2018 투니버스 재더빙) - 리틀
- 카드캡터 체리 클리어 카드 - 담임 선생님
- 파파독 2 - 조연
- 피라타는 꼬마해적 - 세모
- 소스리아 - 디크, 블랙타이크
- 지구에서 온 엘리엇 - 엘리엇
- 차징 탑스피너 (MBC TV) - 주리

### 게임
- 그랑사가 - 헤게나
- 던전로드 - 모카
- 라스트오리진 - 스노우 페더, P-22 하르페이아
- 오션 런너  - 파우더 블루탱
- 원신 - 레일라

### 외화
- 문나이트 - 타웨레트(안토니아 살리브)

### 특촬물
- 미라클 멜로디 (투니버스) - 조안나
- 퓨어엔젤 미라클 매직 (투니버스) - 피치

### 극장판
- 꼬마곰학교 무비 - 재키
- 닌자터틀: 뮤턴트 대소동 - 단역
- 명탐정 코난: 제로의 집행인 - 단역
- 명탐정 코난: 감청의 권 - 레이첼 청
- 반도에 살어리랏다 - 안영미, 오현서, 아나운서 역
- 극장판 요괴워치: 섀도우 사이드 도깨비 왕의 부활 - 어린 서도영
- 수퍼 소닉4 - 에이미 로즈
- 신비아파트 극장판 하늘도깨비 대 요르문간드
- 신비아파트 극장판 차원도깨비와 7개의 세계 - 키비
- 짱구는 못말려 극장판: 아뵤! 쿵후 보이즈 ~라면대란~
- 짱구는 못말려 극장판: 격돌! 낙서왕국과 얼추 네 명의 용사들 - 브리프
- 카드캡터 체리: 봉인된 카드 (2018 투니버스 재더빙)

### 오디오 드라마
- 유실(ACO)

### 노래
- 맥시 하하하송
- 퓨어엔젤 미라클 매직 오프닝/엔딩